# モーセの発見のある風景
『モーセの発見のある風景』（モーセのはっけんのあるふうけい、仏: Paysage avec la découverte de Moïse, 西: Paisaje con el descubrimiento de Moisés, 英: Landscape with the discovery of Moses）は、フランスのバロック時代の古典主義の画家クロード・ロランが1639年から1640年に制作した絵画である。油彩。『旧約聖書』「出エジプト記」で言及されている預言者モーセの誕生にまつわる物語を主題としている。ブエン・レティーロ宮殿の装飾のために制作された8点の風景画連作の1つで、『聖セラピアの埋葬のある風景』（Paysage avec l'Enterrement de Saint Serapia）の対作品。現在はマドリードのプラド美術館に所蔵されている。

## 主題
モーセはエジプトに住むユダヤ人の１つであるレビ族に生まれた。当時のエジプトではユダヤ人は数が多く、大きな勢力となっていため、ファラオはユダヤ人に重労働を課して酷使した。さらに国民にユダヤ人に女子が生まれたなら生かし、男子が生まれたならばナイル川に投げ入れて殺すよう命じた。そのため、モーセがレビ族の夫婦の間に生まれたとき、その母親はモーセを生むとしばらくの間隠していたが、3か月目にとうとう隠し切れなくなり、パピルスで編んだ籠に子を入れて、ナイル川の岸の葦の中に置いた。それをファラオの王女が見つけてユダヤ人の子供と知りつつ庇護した。その様子を離れた場所から見ていたモーセの幼い姉が王女の前に進み出て、赤子の乳母役を務めるユダヤ人の女を紹介しましょうか、と申し出た。王女がこれを受け入れると、彼女は自分の母親を連れて行った。王女は赤子が成長したのち自らの子供とした。

## 制作経緯

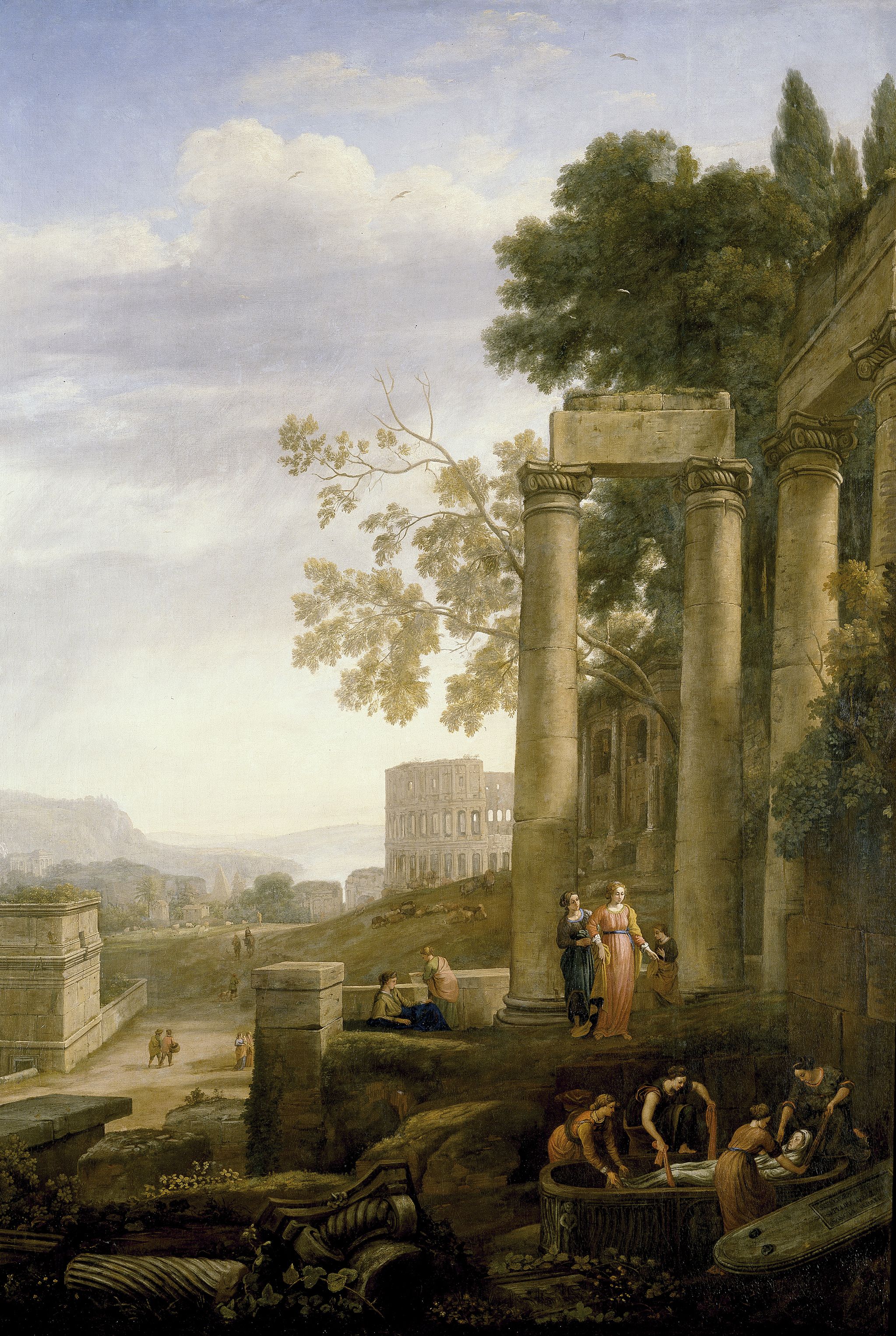
対作品『聖セラピアの埋葬のある風景』。プラド美術館所蔵。

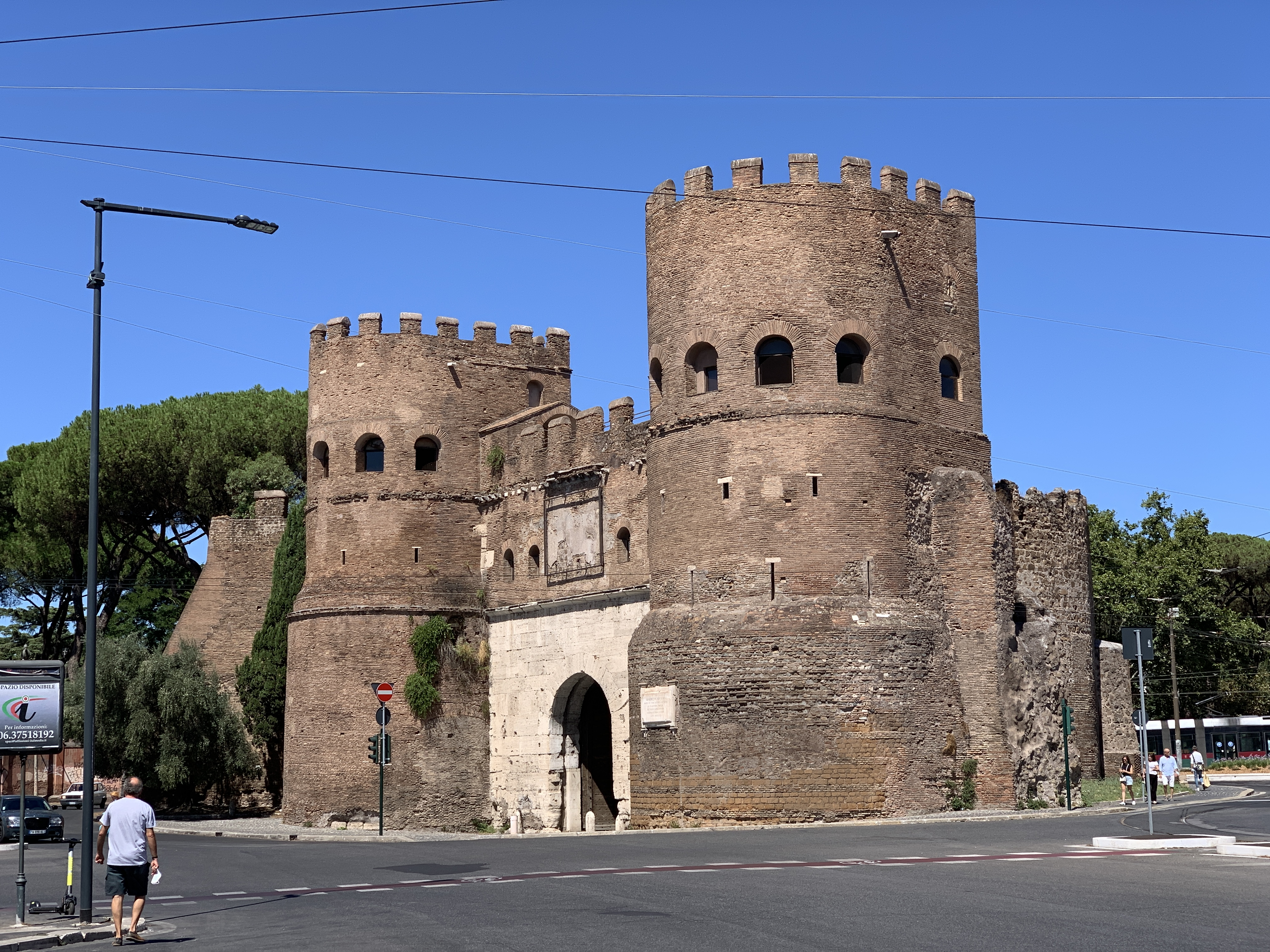
サン・パオロ門。

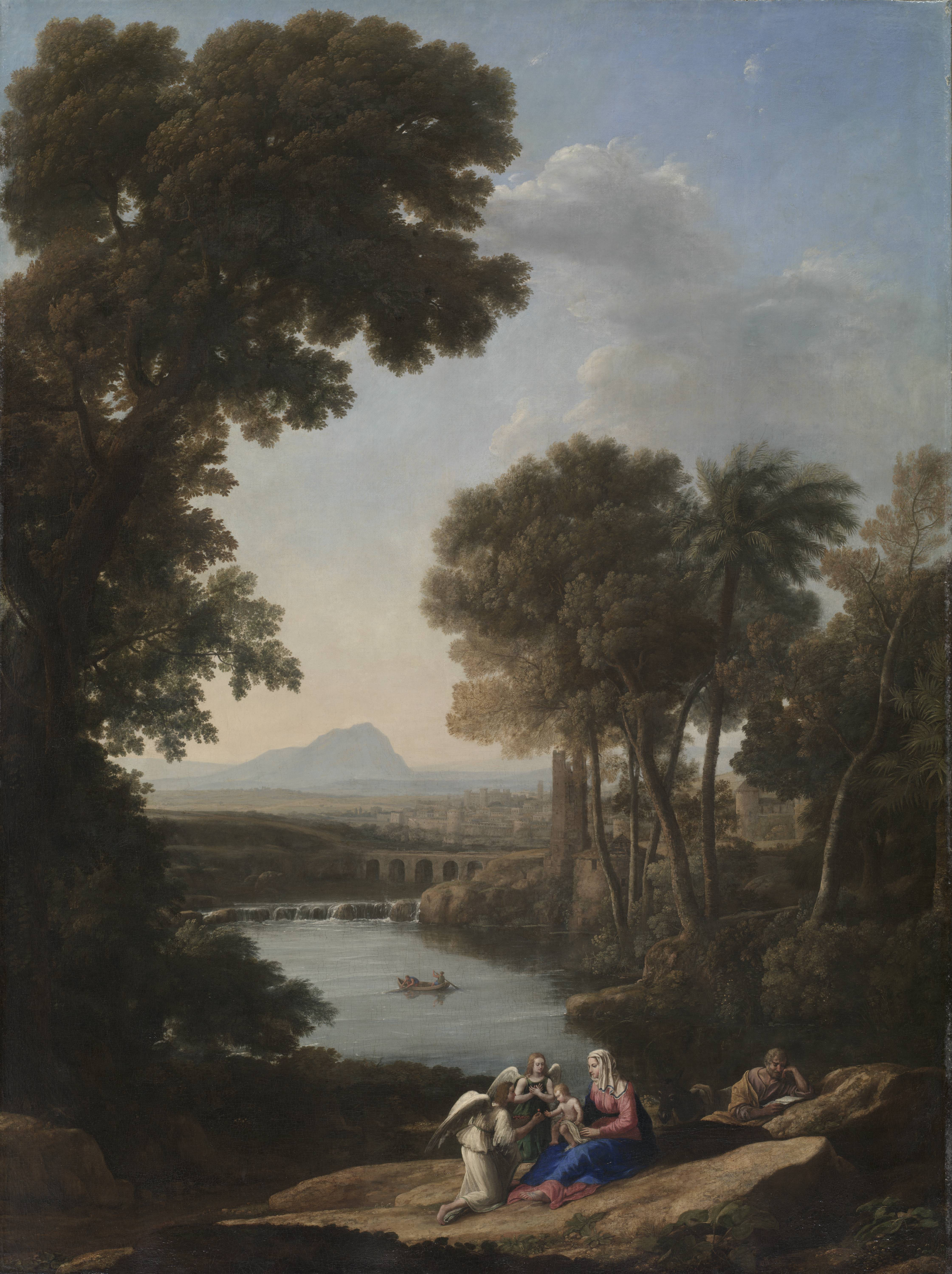
本作品の風景をほとんどそのまま使用した『エジプトへの逃避途上の休息のある風景』。1645年。クリーブランド美術館所蔵。

スペイン国王フェリペ4世の治世に完成したブエン・レティーロ宮殿を装飾するため、第3代オリバーレス伯爵ガスパール・デ・グスマンの監督のもと大規模な美術品が購入された。その購入総数は200点にもおよび、入手方法を特定することは困難であるが、史料によってローマで活動する芸術家たちに多くの風景画が発注されたことが分かっている。クロード・ロランにも1636年から1638年に4点、1639年から1641年に本作品を含む4点の計8点の絵画が発注されている。このうち前者は横長の画面の作品で、『聖アントニウスの誘惑のある風景』（Paysage avec la tentation de saint Antoine）、『聖オヌフリウスのいる風景』（Paysage avec saint Onuphrius）、『聖マリア・デ・セルヴェッロのいる風景』（Paysage avec Sainte María de Cervelló）、ほか失われた作品1点、後者は縦長の画面の作品で、本作品及びその対作品『聖セラピアの埋葬のある風景』と、『大天使ラファエルとトビアスのいる風景』（Paysage avec Tobie et l'archange Raphaël）、『オスティアで乗船するローマの聖パウラがいる風景』（Paysage à l'embarquement de Sainte Paula Romana à Ostie）であった。

## 作品
クロード・ロランはモーセがエジプトの王女とその侍女たちによってナイル川から救い出されるシーンを描いている。前景では羊飼いの男が後ろで起こっている出来事には無関心に寝ている。背景には豊かな緑に囲まれた川の風景があり、川には橋が架かり、人々が往来している。また遠景には大都市の風景が広がっている。しかし描かれた植生はむしろローマのものであり、エジプトを思わせるものは画面右のヤシの木のみとなっている。
背景に描かれた都市の右側はおそらくオスティエンセ街道の起点にあるローマのサン・パオロ門に基づいている。美術史家マルセル・レートリスベルガーによると、クロード・ロランは本作品の橋や川、いくつかの木々を直接引用し、ヨークシャーのカースル・ハワードに所蔵されている『羊飼いのいる風景』（Paysage avec des bergers, 1641年）を制作した。さらに本作品の風景をそのまま複製し、クリーブランド美術館所蔵の『エジプトへの逃避途上の休息のある風景』（Paysage avec repos pendant la fuite en Egypte, 1645年）を描いている。
通常、構図と物語の類似性から、『モーセの発見のある風景』の対作品は『聖セラピアの埋葬のある風景』であり、『大天使ラファエルとトビアスのいる風景』の対作品は『オスティアで乗船するローマの聖パウラがいる風景』と考えられている。しかしその一方で、主題や構図の構成要素から『モーセの発見のある風景』の対作品はむしろ『大天使ラファエルとトビアスのいる風景』とであり、『聖セラピアの埋葬のある風景』の対作品は『オスティアで乗船するローマの聖パウラがいる風景』ではないかと論じられている。
制作年代については、レートリスベルガーが1961年に本作品および他の連作3作品の制作年を1639年から1640年として以来、異論なく受け入れられている。レートリスベルガーの説はクロード・ロランが作成した作品目録『リベル・ヴェリタリス』（Liber Veritatis, 真実の書の意）の記載位置によって支持されている。
『リベル・ヴェリタリス』では他の連作とともに48番目に記録され、スペイン国王のために制作した旨が記されている。

## 来歴
絵画はスペイン王室コレクションとして、1701年と1794年にブエン・レティーロ宮殿で記録されている。

## 影響
バロック期のオランダの画家ハーマン・ヴァン・スワンベルトは、同じくブエン・レティーロ宮殿を装飾する作品群の中で、おそらく本作品を模倣して『川と釣り人のいる風景』（Landschap met een rivier en vissers, 1639年-1641年）を制作した。

## ギャラリー

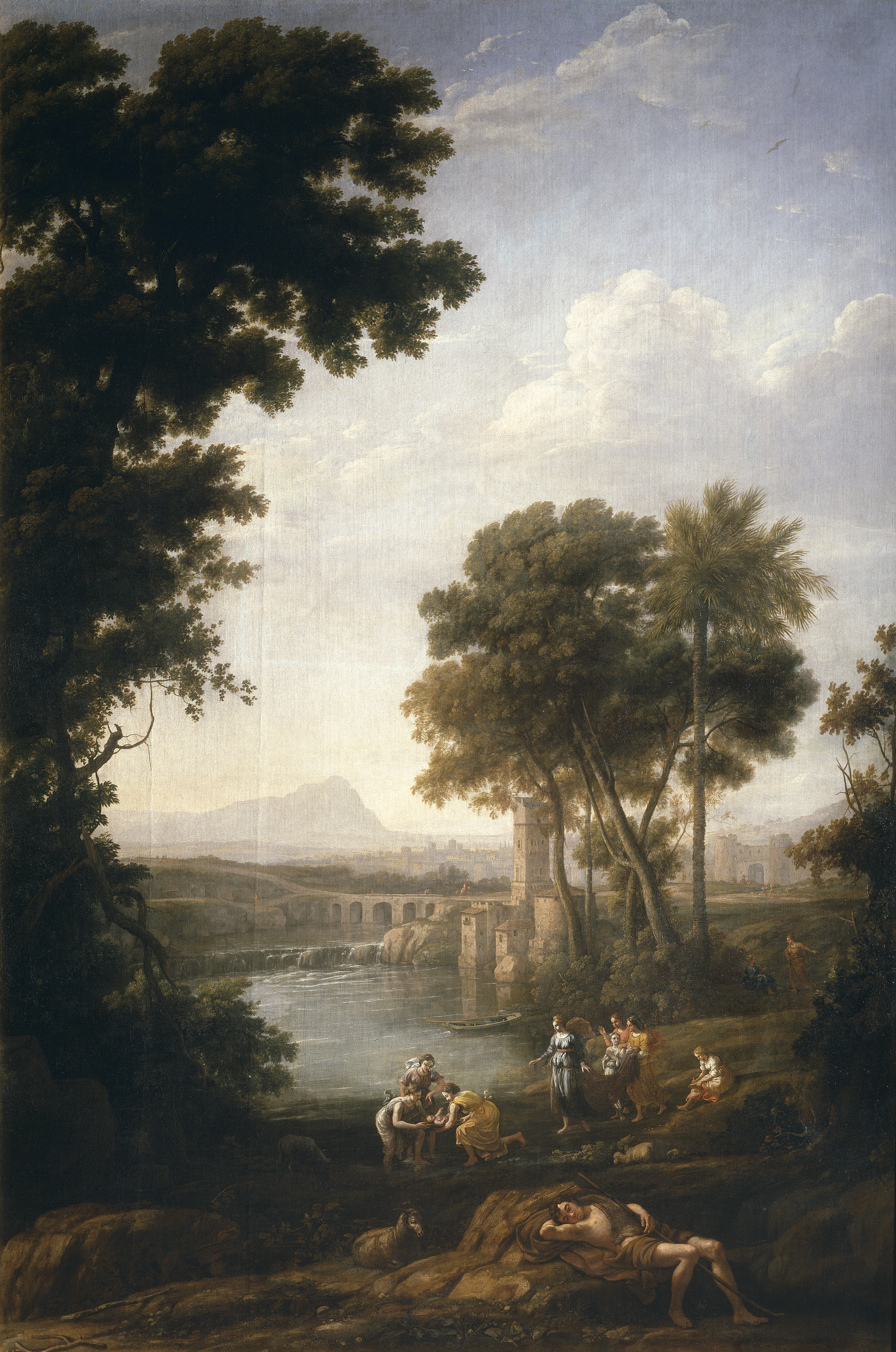
『モーセの発見のある風景』
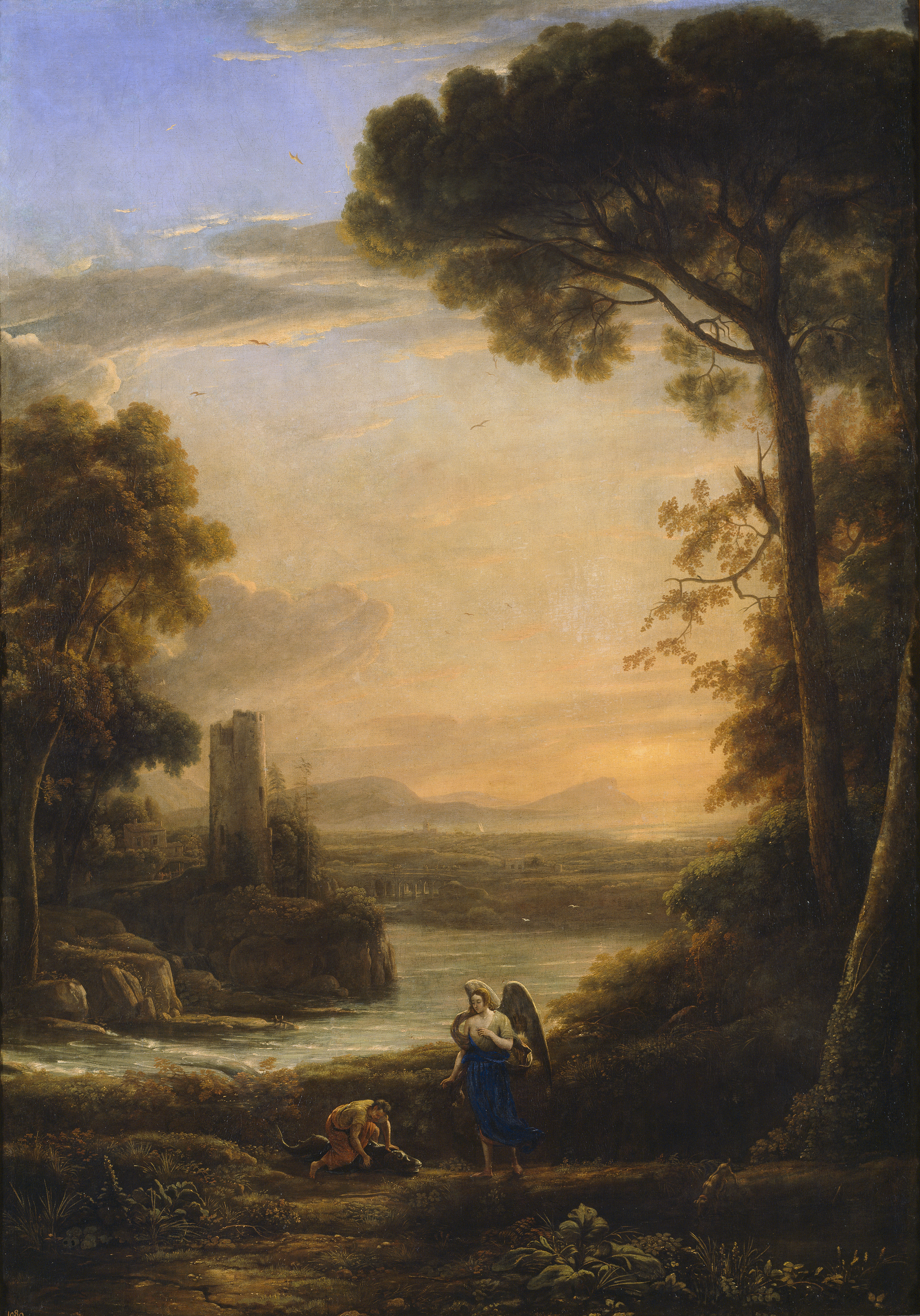
『大天使ラファエルとトビアスのいる風景』1639年-1640年 プラド美術館所蔵
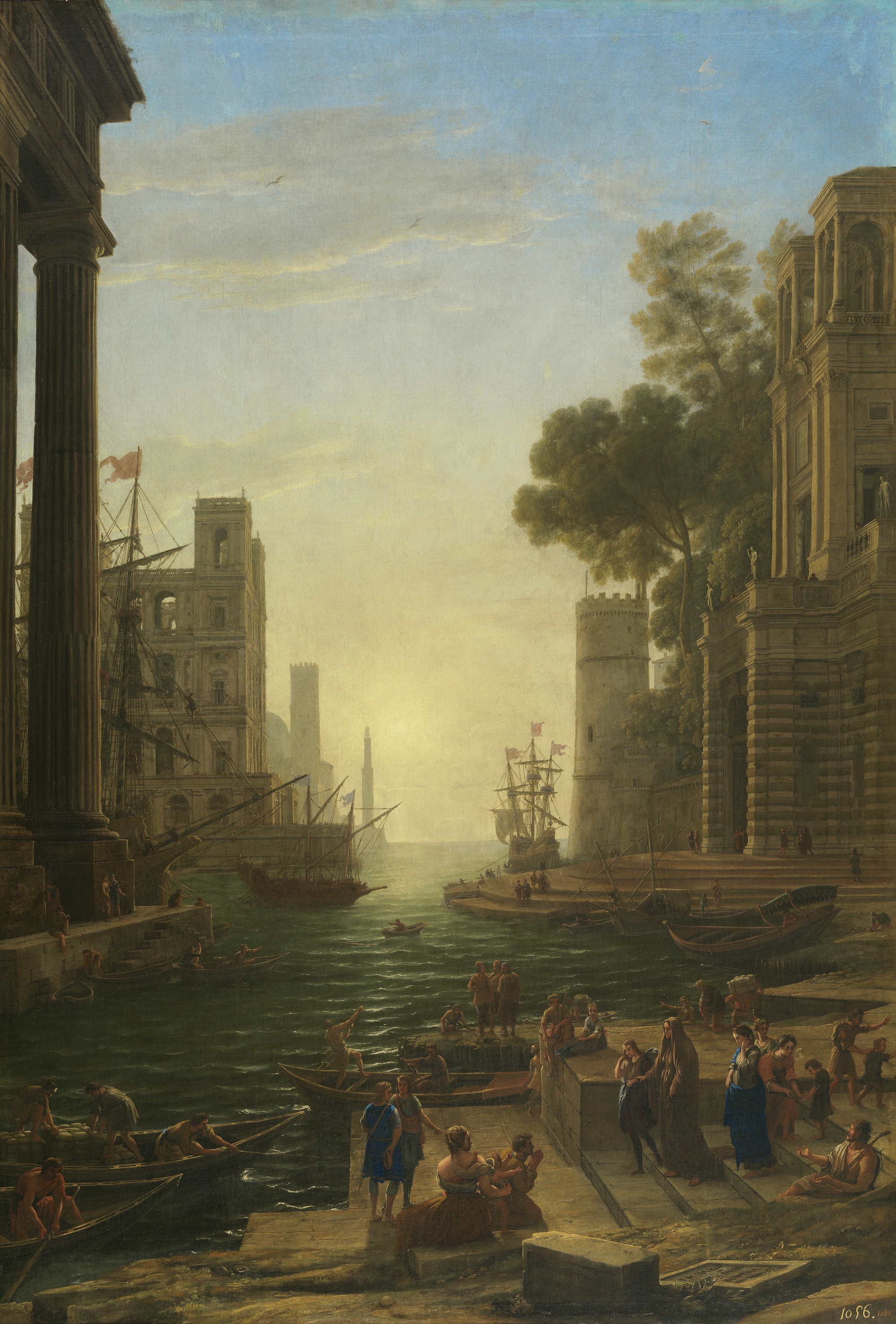
『オスティアで乗船するローマの聖パウラがいる風景』1639年-1640年 プラド美術館所蔵
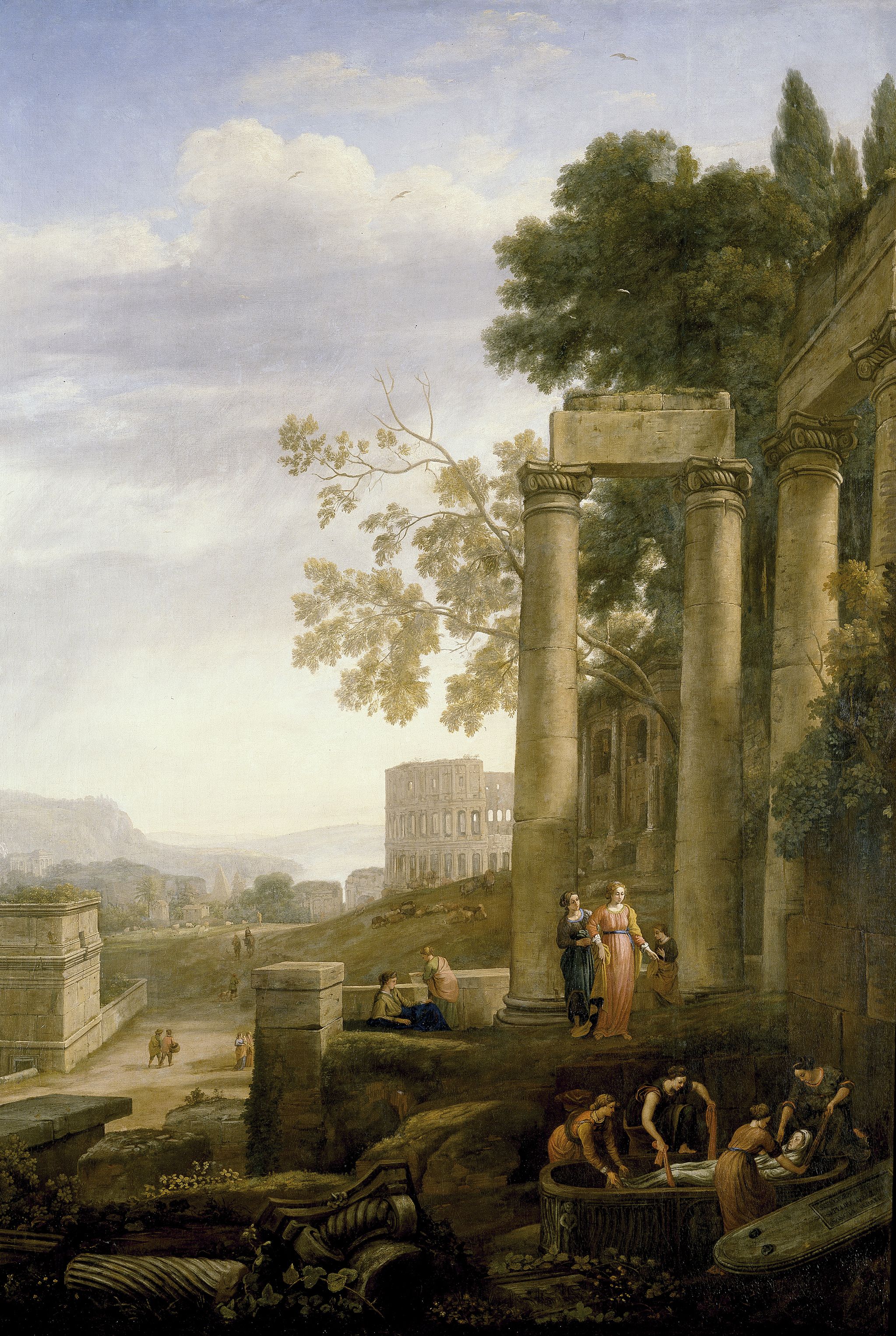
『聖セラピアの埋葬のある風景』